# Aaron Simpson

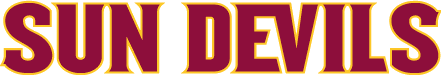
Zawodnik Arizona State Sun Devils

 Aaron Simpson (ur. 20 lipca 1974) – amerykański zapaśnik w stylu wolnym i zawodnik mieszanych sztuk walki. Srebrny medalista mistrzostw panamerykańskich z 1997. W 2000 roku zadebiutował w walkach MMA. Stoczył 17 walk. Bilans to 12 zwycięstw, 5 porażek.
Zawodnik Antelope Union High School z Wellton i Arizona State University. Dwa razy All-American (1996, 1998) w NCAA Division I, czwarty w 1998 i ósmy w 1996 roku.